# Introduction à la génétique
Cet article concerne une introduction accessible, non technique, au sujet. Pour un article plus technique, voir Génétique.
La génétique est l'étude des gènes et tente d'expliquer ce qu'ils sont et comment ils fonctionnent. Les gènes sont le moyen dont les organismes vivants héritent des caractéristiques ou des traits de leurs ancêtres. Par exemple, un enfant ressemble généralement à ses parents parce qu'il a hérité de leurs gènes. La génétique tente d'identifier les traits hérités et d'expliquer comment ces traits sont transmis d'une génération à l'autre.
Certains traits font partie de l'apparence physique d'un organisme, comme la couleur des yeux ou la taille. D'autres traits sont moins faciles à observer, tel que le groupe sanguin ou la résistance aux maladies. Certains traits sont hérités par l'intermédiaire des gènes, ce qui explique pourquoi une personne grande et mince aura tendance à avoir des enfants grands et minces. D'autres traits proviennent de l'interaction entre les gènes et l'environnement, de sorte qu'un enfant qui a hérité de la tendance à être grand pourra tout de même être petit s'il est mal nourri par exemple. La façon dont nos gènes et notre environnement interagissent pour produire les traits peut être compliquée. Par exemple, les risques qu’une personne meure d’un cancer ou d'une maladie cardiovasculaire semblent dépendre à la fois de ses gènes et de son mode de vie.
Les gènes sont constitués d'une longue molécule appelée ADN, qui est dupliquée et héritée d'une génération à l'autre. L'ADN est constitué de nucléotides, des unités simples qui s'alignent dans un ordre particulier. Cet ordre constitue l'information génétique. Le code génétique est le langage utilisé par l'ADN. Il permet aux organismes de lire les informations contenues dans les gènes. Ces informations constituent les instructions pour la fabrication et le fonctionnement des organismes vivants.
Les informations que contient un gène particulier ne sont pas toujours exactement les mêmes d’un individu à l’autre, de sorte que différents individus peuvent avoir un gène qui ne fournit pas exactement les mêmes instructions. Chaque forme d'un même gène est appelée un allèle. À titre d'exemple, un allèle du gène de la couleur des cheveux peut demander au corps de produire beaucoup de pigment, fournissant des cheveux noirs, alors qu'un allèle différent du même gène peut correspondre à des instructions confuses qui ne produiraient aucun pigment, fournissant alors des cheveux blancs. Les mutations génétiques sont des changements aléatoires dans les gènes et permettent de créer de nouveaux allèles. Les mutations peuvent parfois produire de nouveaux traits. Par exemple, des mutations d'un allèle pour les cheveux noirs peuvent produire un nouvel allèle qui correspondrait à des cheveux blancs. Cette apparition de nouveaux traits est importante pour l'évolution.

## Gènes et hérédité

Une section d'ADN : la séquence des unités en forme de plaque (nucléotides), au centre de la double hélice, porte les informations.

Les gènes sont des morceaux d'ADN qui contiennent les informations nécessaires à la synthèse des acides ribonucléiques (ARN) et des polypeptides. Lors de la fécondation, les deux parents transmettent une copie de leurs gènes à leur future progéniture. Les cellules humaines possèdent deux copies de chacun des gènes, mais chaque ovule et chaque spermatozoïde ne contiennent qu’une seule de ces copies. Un ovule et un spermatozoïde s'associent alors pour former un zygote, qui est doté d'un ensemble complet de gènes. L'enfant qui en résulte possède le même nombre de gènes que ses parents, mais pour chaque gène, l’une de ses deux copies provient de son père et l’autre de sa mère, produisant un mélange des gènes.

### Exemple de mélange
Les effets du mélange de gènes dépendent des types (les allèles) du gène. Par exemple, si le père a deux copies d'un allèle codant des cheveux roux et que la mère a deux copies codant des cheveux bruns, tous leurs enfants obtiennent deux allèles donnant des instructions différentes, un pour des cheveux roux et un pour des cheveux bruns. La couleur des cheveux des enfants dépend de la manière dont ces allèles interagissent. Si les instructions d'un allèle dominent les instructions de l'autre, on l’appelle « allèle dominant », alors que l’allèle qui est dominé est appelé « allèle récessif ». Dans le cas d'un enfant avec des allèles pour les cheveux roux et bruns, le brun est dominant et l'enfant aura des cheveux bruns.

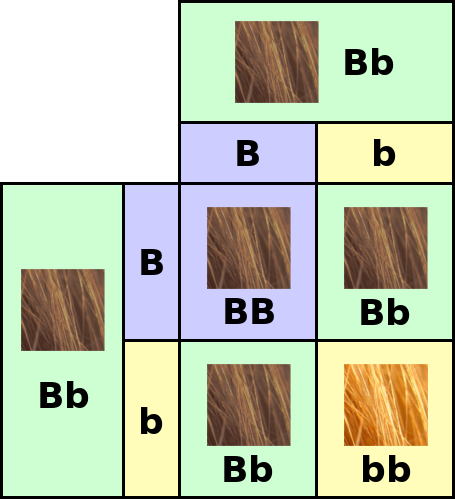
Une grille de Punnett montrant comment deux parents aux cheveux bruns peuvent avoir des enfants aux cheveux roux ou bruns. La lettre « B » représente le brun et « b » le roux.

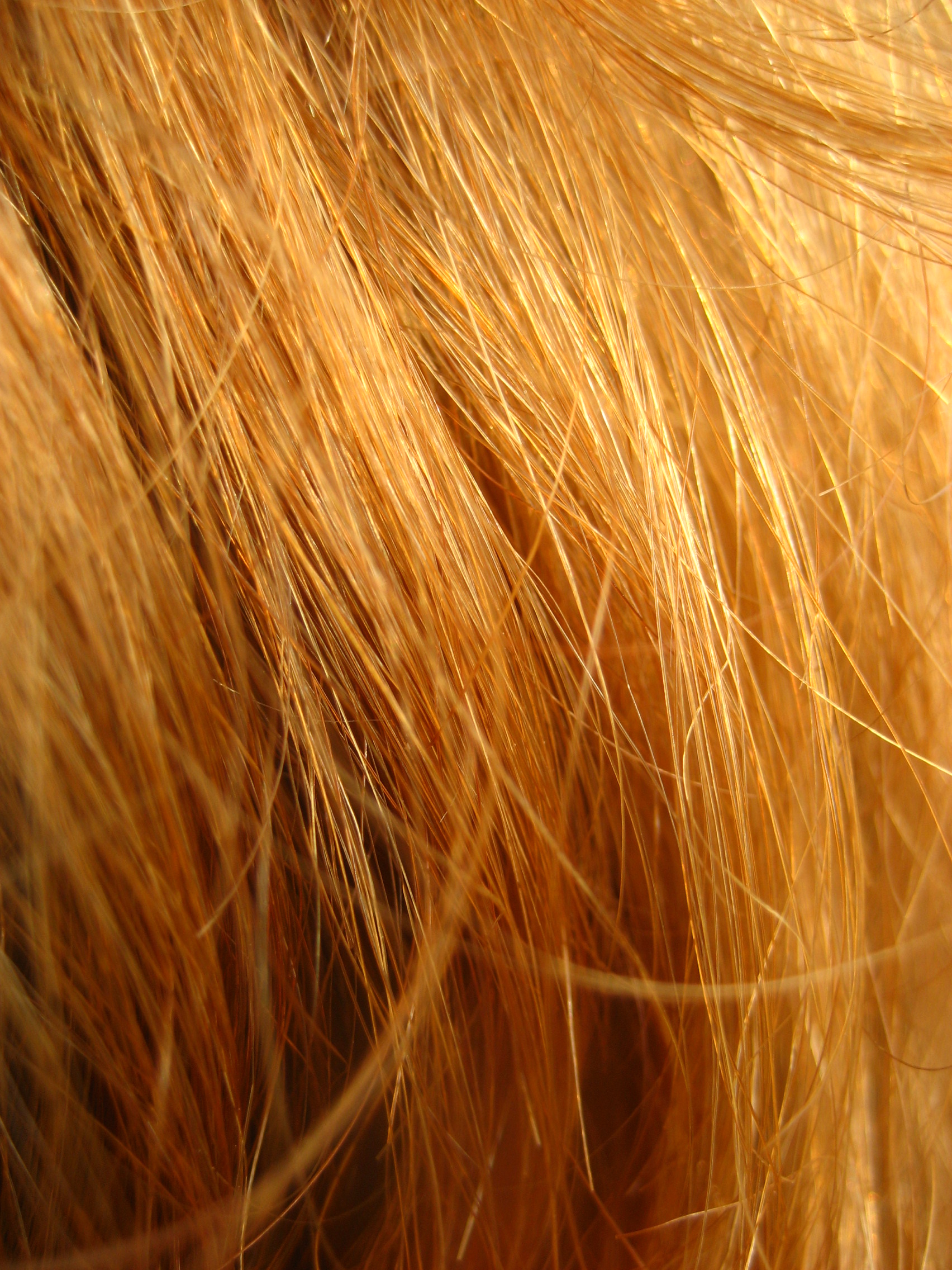
La couleur de cheveux roux est un trait récessif.

Bien que l’allèle correspondant aux cheveux roux soit toujours présent chez cet enfant aux cheveux bruns, il ne se voit pas. Il y a une différence entre les traits d'un organisme qui se voient en surface (son phénotype) et les gènes présents dans l'organisme (son génotype), qui ne se voient pas. Dans cet exemple, l’allèle du brun peut être désigné par « B » et l’allèle du roux par « b ». (Il est habituel d'écrire les allèles dominants avec des lettres majuscules et les allèles récessifs avec des lettres minuscules.) L'enfant aux cheveux bruns a le phénotype des cheveux bruns mais son génotype est Bb, avec une copie de l'allèle B et une copie de l'allèle b.
Maintenant, imaginons que cet enfant soit une fille, qu'elle grandisse et qu'elle ait des enfants avec un homme aux cheveux bruns qui possède également un génotype Bb. Ses ovules sont de deux types possibles, un contenant l’allèle B et un contenant l’allèle b. De même, son partenaire produit deux types de spermatozoïdes, contenant l'un ou l'autre de ces deux allèles. Lorsque les gènes transmis sont réunis dans leur progéniture, ces enfants ont la possibilité d'avoir des cheveux bruns ou des cheveux roux, puisqu'ils peuvent obtenir un génotype BB correspondant aux cheveux bruns, Bb (ou bB) correspondant aux cheveux bruns ou bb correspondant aux cheveux roux. Pour cette génération, il y a donc une chance que l'allèle récessif des parents se manifeste dans le phénotype des enfants : certains pourront avoir les cheveux roux comme les avaient certains de leurs ancêtres.
De nombreux traits sont hérités d’une manière plus compliquée que celle décrite dans l’exemple ci-dessus. C'est par exemple le cas lorsque plusieurs gènes sont impliqués dans la détermination d'un trait, chacun contribuant pour une petite part du résultat. Les personnes de grande taille ont tendance à avoir des enfants de grande taille parce que leurs enfants reçoivent de nombreux allèles qui contribuent chacun un peu à leur croissance. En conséquence, il n'y a pas de groupes distincts de « personnes de petite taille » et de « personnes de grande taille », comme il existe des groupes de personnes aux cheveux bruns et aux cheveux roux. Ceci est dû au grand nombre de gènes impliqués, ce qui donne au trait un caractère continu : les descendants peuvent être de tailles différentes. Malgré une idée courante mais fausse, les traits de la couleur des yeux verts/bleus sont également hérités selon ce modèle d’héritage complexe. Le mécanisme de l'héritage peut également être compliqué lorsque le trait dépend de l'interaction entre la génétique et l'environnement. Par exemple, la malnutrition ne modifie pas les caractéristiques comme la couleur des yeux, mais elle peut limiter la croissance.

## Comment fonctionnent les gènes

### Les gènes permettent de fabriquer les protéines
La fonction des gènes est de fournir aux cellules les informations (le code génétique) nécessaires à la fabrication de molécules appelées protéines. Les cellules sont les plus petites parties indépendantes d'un organisme : le corps humain contient environ 100 000 milliards de cellules, tandis que les tout petits organismes, tels que les bactéries, ne sont constitués que d’une seule cellule. Une cellule est comme une usine miniature très complexe, capable de fabriquer toutes les pièces nécessaires pour produire une copie d’elle-même, lors de la division cellulaire. Il existe une distribution simple du travail au sein de la cellule : les gènes fournissent les instructions et des protéines exécutent ces instructions, qui sont des tâches telles que la construction d'une nouvelle copie d'une cellule ou la réparation des dommages qu'aurait subi la cellule. Chaque type de protéine est un spécialiste qui n’effectue qu’une seule tâche. Ainsi, si une cellule doit accomplir quelque chose de nouveau, elle devra fabriquer une nouvelle protéine pour accomplir cette tâche. De même, si une cellule doit faire quelque chose plus rapidement ou plus lentement qu’auparavant, elle s'arrangera pour dédier plus ou moins de protéines à cette tâche. Les gènes disent aux cellules ce qu'elles doivent faire en leur indiquant quelles protéines elles doivent fabriquer et en quelle quantité.

Les gènes sont exprimés en étant d'abord transcrits en ARN, qui est ensuite traduit en une protéine.

Les protéines sont constituées d’une chaîne d'acides aminés. Il existe 20 types différents d'acides aminés, dont la séquence dans la protéine est déterminée par le code inscrit sur le gène. Cette chaîne se replie sur elle-même pour prendre une forme compacte, un peu comme une pelote de ficelle désordonnée. La forme de la protéine est déterminée par la séquence d’acides aminés le long de la chaîne et c’est cette forme qui détermine le rôle de la protéine. Par exemple, certaines protéines ont des parties de leur surface qui se conforme parfaitement à la forme d’une autre molécule, permettant à la protéine de se lier très étroitement à cette molécule. D'autres protéines sont les enzymes, qui ressemblent à de minuscules machines qui modifient d'autres molécules.
L'information d'un gène est contenu dans la séquence des unités répétitives le long de la chaîne d'ADN. Ces unités sont les nucléotides, dont il existe quatre types, représentés par les lettres A, T, G et C. Ces quatre lettres sont donc l'alphabet permettant d'écrire le code génétique. Lorsqu'un gène est lu par une cellule, la séquence d'ADN est copiée dans une molécule très similaire appelée ARN au cours d'un processus appelé transcription. La transcription est contrôlée par d'autres séquences d'ADN (telles que les promoteurs), qui montrent à une cellule où se trouvent les gènes et contrôlent la fréquence à laquelle ils sont copiés. L'ARN fabriquée à partir d'un gène passe ensuite dans une structure appelée ribosome, qui traduit la séquence de nucléotides de l'ARN en la séquence correspondante d'acides aminés et relie ces acides aminés entre eux pour former une chaîne protéique complète. La nouvelle protéine se replie ensuite pour prendre sa forme active. Le processus convertissant l'information du langage de l'ARN vers le langage des acides aminés est appelé traduction.

Réplication de l'ADN. Les deux brins d'ADN sont séparés et les nucléotides sont appariés pour former deux nouveaux brins.

Si la séquence des nucléotides d'un gène est modifiée, la séquence des acides aminés de la protéine qu'il code peut également être modifiée. Si une partie d'un gène est supprimée, la protéine sera plus courte et pourra ne plus fonctionner. C’est pour cette raison que différents allèles d’un même gène peuvent avoir des effets différents sur un organisme. À titre d’exemple, la couleur des cheveux dépend de la quantité de mélanine (une substance sombre) qui est introduite dans les cheveux au fur et à mesure de leur croissance. Si une personne possède un ensemble normal de gènes impliqués dans la fabrication de la mélanine, toutes les protéines nécessaires seront fabriquées et la personne aura des cheveux foncés. par contre, si les allèles d'une protéine particulière ont des séquences différentes et produisent des protéines qui ne peuvent pas faire leur travail correctement, aucune mélanine ne sera produite et la personne aura la peau et les cheveux blancs (albinisme).

### Les gènes se dupliquent
L'ensemble des gènes est dupliqué chaque fois qu'une cellule se divise pour produire deux cellules filles par un processus qui s'appelle réplication de l'ADN. C'est par un processus similaire qu'un enfant hérite des gènes de ses parents lorsqu'une copie de l'ADN de sa mère se mélange avec une copie de l'ADN de son père.
L'ADN peut se dupliquer très facilement et avec beaucoup de précision car chaque morceau d'ADN peut diriger l'assemblage d'une nouvelle copie de son information. En effet, l’ADN est constitué de deux brins qui s'enroulent en hélice et s'associent comme les deux côtés d’une fermeture éclair. Les nucléotides sont dirigés vers le centre, comme les dents de la fermeture éclair, et ils s'associent pour maintenir les deux brins ensemble. Il est important de noter que les quatre types de nucléotides ont des formes spécifiques et qu'ils ne s'associent pas n'importe comment. Ainsi, pour que les deux brins se referment correctement, un nucléotide A doit se trouver en face d'un nucléotide T et un G en face d'un C. Cet appariement exact est appelé appariement de bases.
Lorsque l’ADN est dupliqué, les deux brins de l’ancien ADN sont d'abord séparés par des enzymes. Ils s'associent ensuite à de nouveaux nucléotides, pour finalement se refermer et recréer les deux brins. Le processus produit donc deux nouveaux morceaux d’ADN, chacun contenant un brin de l’ancien ADN et un brin nouvellement créé. Ce processus n'est pas parfait, comme on pourrait s'y attendre, car les protéines s'attachent à un nucléotide pendant leur construction et provoquent une modification de la séquence du gène. Ces changements dans la séquence d'ADN sont appelés des mutations. Les mutations produisent de nouveaux allèles de gènes. Parfois, ces changements arrêtent le fonctionnement de ce gène ou lui font remplir une nouvelle fonction qui peut s'avérer avantageuse. Ces mutations et leurs effets sur les traits des organismes sont l'une des causes de l'évolution.

## Gènes et évolution

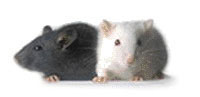
Souris avec différentes couleurs de pelage.

La population d'un organisme évolue lorsqu'un trait hérité devient plus ou moins courant au fil du temps. Par exemple, toutes les souris vivant sur une île constituent une seule population de souris : certaines avec une fourrure blanche, et d’autres avec une fourrure grises. Si au fil des générations, les souris blanches venaient à devenir plus nombreuses et les souris grises moins nombreuses, alors on parle d'évolution de la couleur de la fourrure de cette population de souris. En termes de génétique, ceci s’appelle une augmentation de la fréquence allélique.
Les allèles deviennent plus ou moins fréquents, soit par hasard, dans un processus appelé dérive génétique, soit par sélection naturelle. Dans le cadre de la sélection naturelle, si un allèle augmente les chances de survie et de reproduction d’un organisme, cet allèle devient plus fréquent avec le temps. Mais si, au contraire, un allèle est nocif, la sélection naturelle le rendra moins fréquent. Dans l'exemple ci-dessus, si l'île devenait plus froide chaque année et que la neige recouvrait de plus en plus souvent sa surface, alors l'allèle de la fourrure blanche favoriserait la survie des souries puisque les prédateurs seraient moins susceptibles de les voir sur la neige, et plus susceptibles de voir et de manger les souris grises. Avec le temps, les souris blanches deviendraient de plus en plus nombreuses, alors qu'il y aurait de moins en moins de souris grises.
Les mutations créent de nouveaux allèles. Ces allèles possèdent des séquences d’ADN qui permettent de fabriquer des protéines dotées de nouvelles propriétés. Ainsi, si on considère une île entièrement peuplée de souris grises, des mutations pourraient se produire, créant des allèles pour la fourrure blanche. La combinaison des mutations, créant de nouveaux allèles au hasard, et de la sélection naturelle, favorisant ceux qui sont utiles, conduise à une adaptation, un processus suivant lequel les organismes changent d'une manière qui les aide à survivre et à se reproduire. Beaucoup de ces changements, étudiés en biologie évolutive du développement, affectent la façon dont l'embryon se développe dans un corps adulte.

## Maladies héréditaires
Certaines maladies sont héréditaires et se transmettent à la descendance, alors que d'autres, comme les maladies infectieuses, sont causées par l'interaction avec l'environnement. D'autres maladies proviennent d’une combinaison des deux. Les troubles génétiques sont des maladies causées par un seul allèle d’un gène et sont hérités au sein des familles. Il s'agit notamment de la maladie de Huntington, de la mucoviscidose ou de la myopathie de Duchenne. La mucoviscidose (encore appelée fibrose kystique), par exemple, est causée par des mutations dans un seul gène appelé CFTR et est héritée comme un trait récessif.
D'autres maladies sont également influencées par la génétique, mais les gènes hérités des parents ne font que modifier le risque de contracter la maladie. La plupart de ces maladies sont héritées de manière complexe : soit elles impliquent plusieurs gènes, soit elles proviennent à la fois de gènes et de l’influence environnementale. À titre d’exemple, le risque de contracter un cancer du sein est 50 fois plus élevé chez les familles les plus à risque que chez les familles les moins à risque. Cette différence est probablement due à un grand nombre d’allèles, chacun modifiant une toute petite partie du risque. Plusieurs gènes ont été identifiés, tels que BRCA1 et BRCA2, mais il en manque encore. Cependant, même si les risques de cancer du sein sont génétiques, ils sont également augmenté par le surpoids, par une forte consommation d'alcool, ainsi que par le manque d'exercice. Le risque de contracter un cancer du sein provient donc d'un grand nombre d'allèles interagissant avec l'environnement, ce qui le rend très difficile à prédire.

## Génie génétique
Puisque les traits caractérisant les organismes proviennent des gènes contenus dans les cellules, il suffit d'introduire un nouveau morceau d’ADN dans une cellule pour lui permettre de produire un nouveau trait. C’est ainsi que fonctionne le génie génétique. Par exemple, le riz peut recevoir des gènes provenant d'une bactérie du maïs et du sol afin qu'il produise du bêta-carotène, que le corps convertit en vitamine A. Cela peut aider les enfants souffrant de carence en vitamine A. Un autre gène introduit dans certaines cultures provient de la bactérie Bacillus thuringiensis, et permet de fabriquer une protéine qui est un insecticide. L'insecticide tue les insectes qui mangent les plantes mais il est inoffensif pour les gens. Les nouveaux gènes sont introduits dans la plante avant qu'elle soit cultivée, de sorte que les gènes se trouvent dans chaque partie de la plante, y compris dans ses graines. La progéniture de la plante hérite des nouveaux gènes, ce qui suscite des inquiétudes quant à la propagation de nouveaux traits chez les plantes sauvages.
Des technologies utilisées en génie génétique sont en cours de développement pour traiter des personnes atteintes de troubles génétiques. Elles utilisent une technique médicale expérimentale appelée thérapie génique, consistant à faire pénétrer des gènes dans les cellules ou les tissus d'un individu pour traiter une maladie. Cependant, dans ce cas, le nouveau gène qui fonctionne correctement est placé dans des cellules ciblées, ce qui ne modifie pas le risque que les futures générations héritent des allèles responsables de la maladie.

## Voir également
- Épigénétique
- Séquençage de l'ADN
- Histoire de la génétique
- Génétique moléculaire
- Médecine prédictive